# Krokodilen (roman)
Krokodilen är en spänningsroman från 2003 av Herman Lindqvist. Den är utgiven på Norstedts förlag.
Boken handlar om den armeniske affärsmannen och miljardären George Salore som bor i Beirut i Libanon. Svenskarna Martin och Maria Lagerfelt flyttar till Beirut med sina två barn för att arbeta i hans handelshus.
2005 utgavs romanen Rubinen, också skriven av Lindqvist, som är en fristående uppföljare till Krokodilen.